# 31378 Neidinger
31378 Neidinger este un asteroid din centura principală de asteroizi.

## Descriere
31378 Neidinger este un asteroid din centura principală de asteroizi. A fost descoperit pe 14 decembrie 1998 la Socorro, New Mexico, în cadrul proiectului LINEAR. Asteroidul prezintă o orbită caracterizată de o semiaxă mare de 2,36 ua, o excentricitate de 0,15 și o înclinație de 2,8° în raport cu ecliptica.